# Ginn’s Furniture Store
Koordinaten: 38° 43′ 28,6″ N, 85° 22′ 10″ W

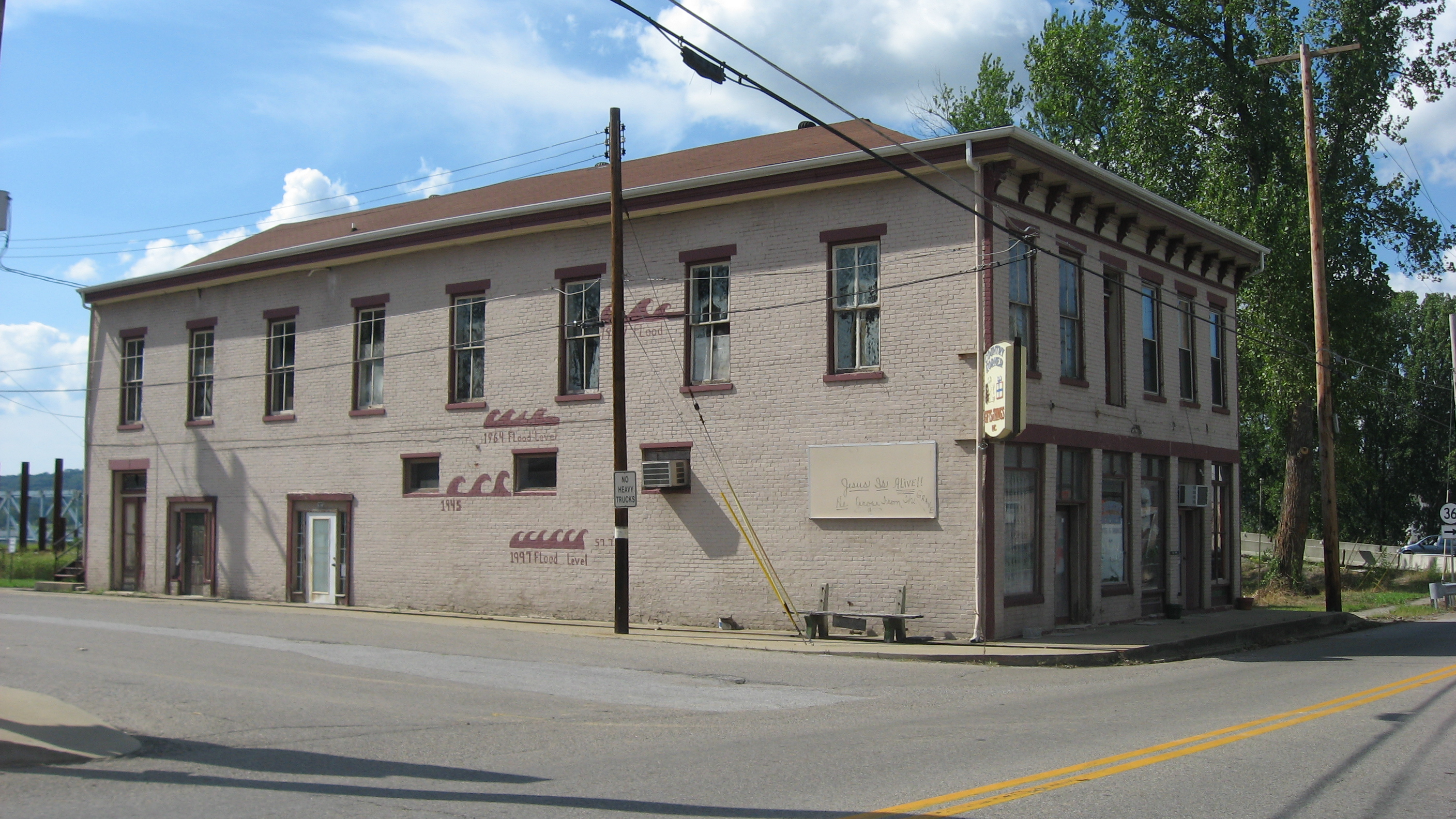
Markierungen an einer Seite des Gebäudes zeigen historische Hochwasserstände an

Ginn’s Furniture Store ist ein historisches Gewerbegebäude im Zentrum von Milton, Kentucky in den Vereinigten Staaten. Das Ende des 19. Jahrhunderts erbaute Gebäude hat mehrere Hochwasserkatastrophen überstanden und ist seit dem 21. Juli 1983 im National Register of Historic Places verzeichnet.

## Geschichtlicher Zusammenhang
Milton und die umgebenden Teile des Trimble Countys bilden eine hügelige Landschaft am Ohio River. Die ersten europäischstämmigen Siedler trafen 1785 in dem Gebiet ein, als dieses noch zu Virginia gehörte. Vier Jahre später wurde Milton inkorporiert. Der Handel auf dem Fluss spielte für die lokale Wirtschaft stets eine wichtige Rolle, und auf dem gegenüberliegenden Ufer in Indiana liegt die für diesen Bundesstaat schon früh wirtschaftlich bedeutende Stadt Madison. Von 1804 an verband beide Städte eine Fähre, und die Milton-Madison Bridge wurde 1929 für den Verkehr freigegeben.:8 In der Mitte des 19. Jahrhunderts war der Wohlstand Miltons erkennbar an seinen Gewerbebetrieben, zu denen eine Fabrik, zwei Schmiedewerkstätten, ein Hotel und mehrere Lebensmittelgeschäfte gehörten.:11 Nach dem Sezessionskrieg war das wirtschaftliche Wachstum gehemmt; das Aufkommen des Schienenverkehrs führte zu einem Rückgang der Schifffahrt auf dem Fluss, doch fehlte es dem Trimble County einer Anbindung an das Eisenbahnnetz. Dies führte zu einer wirtschaftlichen Schwäche, einschließlich einer Brennerei, dem einzigen Industriebetrieb des Countys.:12
Trotz der wirtschaftlichen Schwäche erbauten die Einwohner Milton gegen Ende des 19. Jahrhunderts eine überraschend hohe Zahl von neuen Gebäuden. Dabei handelte es sich meist um typische vernakuläre Bauten,:12 die im Kontrast zu den klassizistischen Bauten standen, die vor dem Bürgerkrieg gebaut wurden.:11 Anders als in der davorliegenden Jahrzehnten, wurden diese neuen Gebäude mit den verschiedensten – häufig vorfabrizierten – dekorativen Elementen versehen;:4 Ginn’s Furniture Store ist ein typischer Vertreter jenes Stils. Das Bauwerk weist kleinere Ornamente an den Fenstern und ein von Kragsteinen getragenes Gesims auf. Die meisten dieser historischen Gebäude Miltons aus jener Zeit sind in der Gegenwart nicht mehr erhalten. Deutliche  Hochwasserereignisse haben die Stadt Ende des 19. Jahrhunderts mehrfach überschwemmt, und fast alles in Downtown Milton wurde dabei zerstört.:5

## Architektur
Ginn’s Furniture Store wurde zu einem heute nicht mehr bekannten Zeitpunkt im letzten Viertel des 19. Jahrhunderts errichtet. Das aus Backsteinen gebaute Bauwerk sitzt auf einer Gründung aus Kalkstein und ist eines von zwei historischen Backsteingewerbebauten, die in Milton bis in die heutige Zeit existieren.:5 Das zweistöckige Gebäude umfasst an der Schmalseite sechs Joche und hat eine Fassade mit großen Fenstern auf beiden Stockwerken, die zwischen Sturz und Fensterbank aus Kalkstein eingepasst sind. Die langen Fenster sind in acht Joche unterteilt, mit großen Fenstern nur im Obergeschoss. Der Zutritt in das Gebäude ist möglich durch zwei Türen an der Schmalseite oder drei Türen auf der Seite; diese wurden später mit Seitenfenstern versehen. Das Gebäude wird bedeckt von einem Satteldach, das an beiden Enden von einem Schornstein durchbrochen wird. Im Innern des Gebäudes sticht vor allem die Decke aus gepresstem Blech hervor; diese ist original.

## Denkmalpflege
Zu Beginn der 1980er Jahre führte der Kentucky Heritage Council im Trimble County eine Bestandsaufnahme der älteren Gebäude durch. Als Ergebnis wurden 33 Gebäude und ein Historic District als Teil einer Multiple Property Submission für das National Register of Historic Places nominiert,:19 die mit Ausnahme eines Anwesens 1983 und 1984 alle in das Register aufgenommen wurden. Zum damaligen Zeitpunkt existierten in Downtown Milton nur noch sechs Gewerbegebäude aus der Zeit vor 1937, und eines davon war Ginn’s Furniture Store. Dieses Bauwerk wurde in das Register einerseits wegen seines Stellenwertes als eines der wenigen frühen Gebäude aufgenommen, die im Überschwemmungsbereich des Flusses Bestand hatten,:3 andererseits galt es als eines der architektonisch signifikantesten Bauwerke nicht nur in Downtown Milton, sondern in der gesamten City.

## Belege
1. 1 2  Eintrag im National Register Information System. National Park Service, abgerufen am 12. Juni 2016
2. 1 2 3 4 5 6 7 8 9 10  William Gus. Johnson: National Register of Historic Places Inventory/Nomination: Historic Resources of Trimble County, Kentucky. (PDF; 953 kB) National Park Service, November 1982, archiviert vom Original am 12. Oktober 2012; abgerufen am 22. August 2012 (englisch).  Info: Der Archivlink wurde automatisch eingesetzt und noch nicht geprüft. Bitte prüfe Original- und Archivlink gemäß Anleitung und entferne dann diesen Hinweis.
3. 1 2 3  Johnson, William Gus. National Register of Historic Places Inventory/Nomination: Ginn’s Furniture Store. National Park Service, 1982.